# 雪島

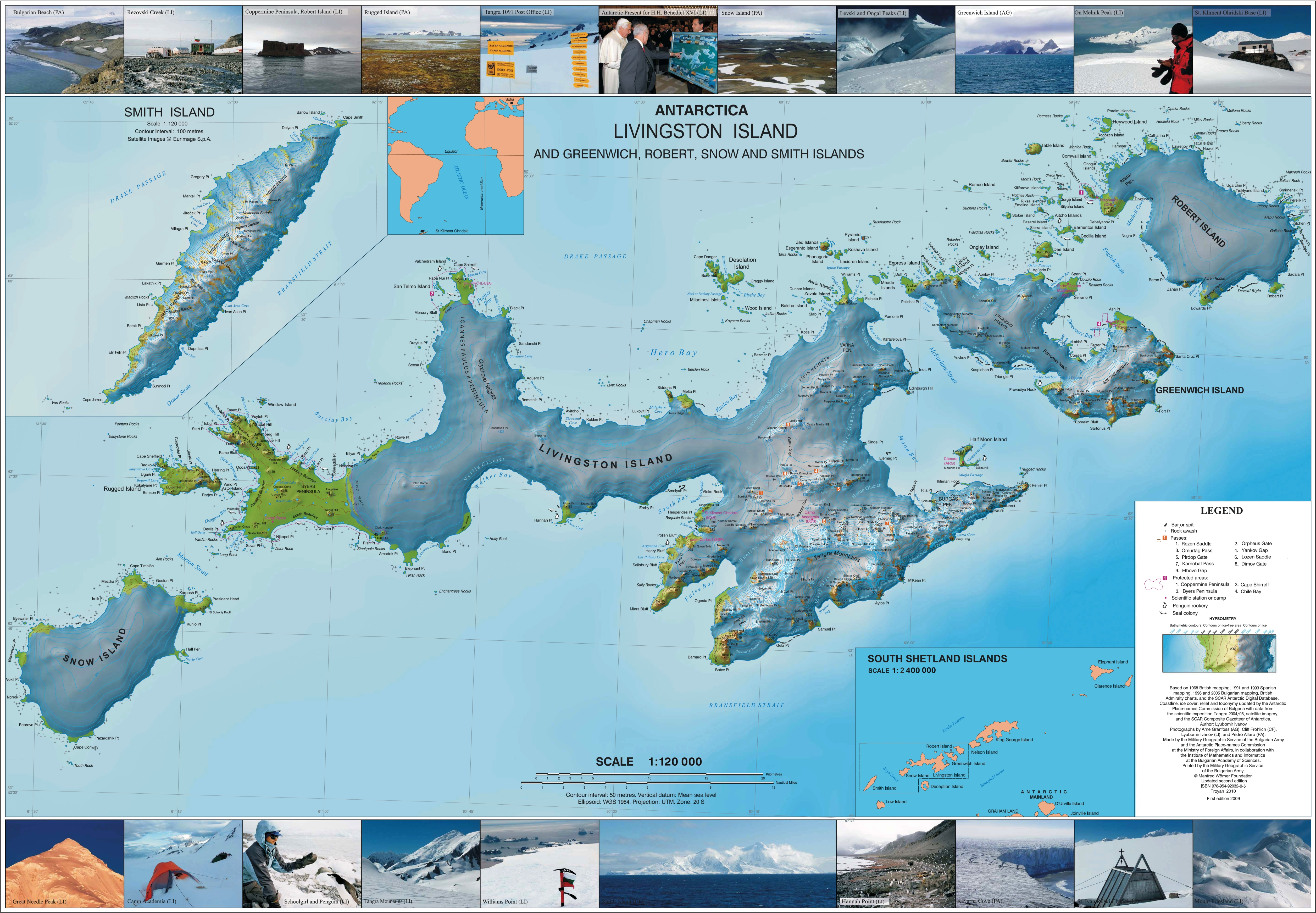
Topographic map of Livingston Island, Greenwich, Robert, Snow and Smith Islands.

雪島（英語：Snow Island）是南極洲的島嶼，屬於南設得蘭群島的一部分，位於利文斯頓島西南6公里，距離南極半島約140公里，島嶼長16公里、寬8公里，面積120.4平方公里，海岸線長58公里，土地完全被冰雪覆蓋。